# Tournoi féminin de handball aux Jeux olympiques d'été de 2020
Cet article traite de l'épreuve féminine . Pour la compétition masculine, voir Tournoi masculin de handball aux Jeux olympiques d'été de 2020.
Navigation
Rio de Janeiro 2016 Paris 2024
Le tournoi féminin de handball aux Jeux olympiques d'été de 2020 se tient à Tokyo, au Japon, du 25 juillet au 8 août 2021. Il s'agit de la douzième édition de ce tournoi féminin depuis son apparition au programme olympique lors des Jeux de 1976 à Montréal.
Les fédérations affiliées à la IHF participent par le biais de leur équipe féminine aux épreuves de qualification. Onze équipes rejoignent ainsi le Japon, nation hôte de la compétition, pour s'affronter lors du tournoi final.
La finale est la même qu'en 2016, mais le résultat est inversé : la France remporte son premier titre olympique en battant les joueuses du Comité olympique de Russie sur le score de 30 à 25. La Norvège prend la médaille de bronze. 

## Présentation de l'événement

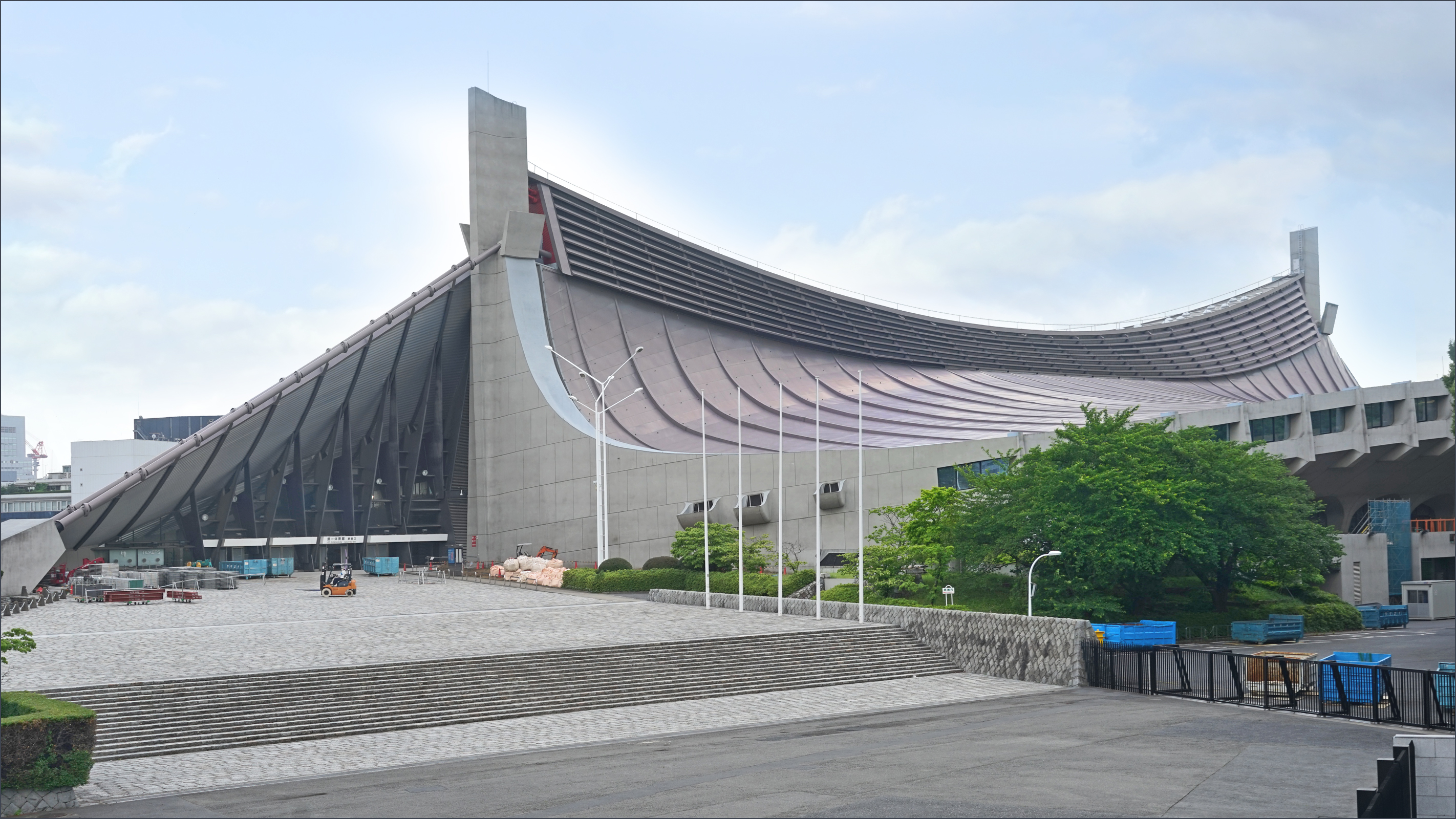
Le Gymnase olympique de Yoyogi.

Tous les matchs de la compétition ont lieu dans une unique salle, le Gymnase olympique de Yoyogi. Mais en conséquence de la pandémie de Covid-19, tous les matchs se sont déroulés à huis clos.

### Équipes qualifiées
Chaque Comité national olympique peut engager une équipe dans la compétition.
Les épreuves qualificatives du tournoi féminin de handball des Jeux olympiques se déroulent du 29 novembre 2018 au 21 mars 2021. En tant que pays hôte, le Japon est qualifié d'office, tandis que les autres équipes passent par différents modes de qualifications continentales.
| Compétition                                    | Date                        | Lieu       | Place(s)  | Qualifiés           |
| ---------------------------------------------- | --------------------------- | ---------- | --------- | ------------------- |
| Pays organisateur                              | 7 septembre 2013            | -          | 1         | Japon               |
| Championnat d'Europe 2018                      | 29 nov. au 16 décembre 2018 | France     | 1         | France              |
| Jeux panaméricains 2019                        | 24 au 30 juillet 2019       | Pérou      | 1         | Brésil              |
| Tournoi asiatique de qualification olympique   | 23 au 29 septembre 2019     | Chine      | 1         | Corée du Sud        |
| Tournoi africain de qualification olympique    | 27 au 29 septembre 2019     | Sénégal    | 1         | Angola              |
| Championnat du monde 2019                      | 29 nov. au 15 décembre 2019 | Japon      | 1         | Pays-Bas            |
| Tournoi mondial de qualification olympique n°1 | 19 au 21 mars 2021          | Espagne    | 2         | Espagne, Suède      |
| Tournoi mondial de qualification olympique n°2 | 19 au 21 mars 2021          | Hongrie    | 2         | Hongrie, Russie     |
| Tournoi mondial de qualification olympique n°3 | 19 au 21 mars 2021          | Monténégro | 2         | Monténégro, Norvège |
| Total                                          | Total                       | Total      | 12 places | 12 places           |

### Arbitres
La liste de seize paires de juge-arbitres, commune aux tournois féminin et masculin, est dévoilée le 21 avril 2021 :
- Youcef Belkhiri, Sid Ali Hamidi
- María Paolantoni, Mariana García
- Matija Gubica, Boris Milošević
- Václav Horáček, Jiří Novotný
- Mads Hansen, Jesper Madsen
- Yasmina El-Saied, Heidy El-Saied
- Charlotte et Julie Bonaventura
- Robert Schulze, Tobias Tönnies
- Gjorgji Nachevski, Slave Nikolov
- Duarte Santos, Ricardo Fonseca
- Viktoriia Alpaidze, Tatiana Berezkina
- Bojan Lah, David Sok
- Koo Bon-ok, Lee Se-ok
- Óscar Raluy, Ángel Sabroso
- Mirza Kurtagic, Mattias Wetterwik
- Arthur Brunner, Morad Salah

### Joueuses
Le tournoi se joue sans aucune restriction d'âge. Pour chaque match, chaque nation doit présenter une équipe de quatorze joueuses.
Pendant la compétition, le règlement de la Fédération internationale de handball prévoit que toutes les équipes sont autorisées à :
- jusqu'aux quarts de finale, remplacer une joueuse par toute autre joueuse de la liste provisionnelle (« liste des 28 ») communiquée à l'IHF en juin 2021 ;
- jusqu'à la finale, remplacer une fois la gardienne de but par une autre gardienne de but de la liste provisionnelle (« liste des 28 ») .

En conséquences de la pandémie de Covid-19, deux changements majeurs suivants sont promulgués :
1. Deux partenaires d'entraînement supplémentaires : deux accréditations supplémentaires (P-Accréditation / Partenaire d'entraînement) seront disponibles pour permettre à deux joueuses de s'entraîner avec l'équipe. Ces athlètes sont ainsi déjà présentes au Japon.
2. Groupe de 15 pour chaque match : au lieu du système « 14+1 » permettant aux équipes de sélectionner 14 joueuses et de ne pouvoir en remplacer qu'une seule fois par la quinzième joueuse jusqu'à la finale, les équipes auront désormais la possibilité de choisir 14 joueuses parmi un groupe de 15 joueuses officiellement accrédités sur place pour chaque match sans raison particulière.

## Compétition

### Pots pour le tirage au sort
Les pots pour le tirage au sort sont dévoilés le 22 mars 2021, :
| Pot | Motif             | Équipe   | Motif             | Équipe       |
| --- | ----------------- | -------- | ----------------- | ------------ |
| 1   | Champion du monde | Pays-Bas | Vainqueur TQO n°1 | Espagne      |
| 2   | Vainqueur TQO n°2 | Russie   | Vainqueur TQO n°3 | Monténégro   |
| 3   | Second TQO n°2    | Hongrie  | Second TQO n°3    | Norvège      |
| 4   | Second TQO n°1    | Suède    | Pays organisateur | Japon        |
| 5   | Continent 1       | France   | Continent 2       | Corée du Sud |
| 6   | Continent 3       | Angola   | Continent 4       | Brésil       |

1. ↑  Les continents sont classés selon le classement du championnat du monde 2019, à savoir : 1. Europe, 2. Asie, 3. Afrique et 4. Amériques.

Le tirage au sort a lieu le 1er avril 2021. Après le tirage des pots 1, 2, 3, 5 et 6, le Japon, placé dans le pot 4, choisit le groupe qu'il rejoint. L'autre équipe du pot 4, la Suède, va dans l'autre.

### Phase de groupes

#### Groupe A
|   | Équipe       | Pts | J | G | N | P | Bp  | Bc  | Diff | Dép |
| - | ------------ | --- | - | - | - | - | --- | --- | ---- | --- |
| 1 | Norvège      | 10  | 5 | 5 | 0 | 0 | 170 | 123 | 47   | /   |
| 2 | Pays-Bas     | 8   | 5 | 4 | 0 | 1 | 169 | 143 | 26   | /   |
| 3 | Monténégro   | 4   | 5 | 2 | 0 | 3 | 139 | 142 | -3   | /   |
| 4 | Corée du Sud | 3   | 5 | 1 | 1 | 3 | 147 | 165 | -18  | -18 |
| 5 | Angola       | 3   | 5 | 1 | 1 | 3 | 130 | 156 | -26  | -26 |
| 6 | Japon PO     | 2   | 5 | 1 | 0 | 4 | 124 | 150 | -26  | /   |

|  | Qualifié pour les quarts de finale                                                                               |
|  | Éliminé |
|  | Pts points ; Matches J joués, G gagnés, N nuls, P perdus Bp buts pour ; Bc buts contre ; Diff différence de buts |

| 25 juillet 2021 9h00 | Pays-Bas  | 32 – 21   | Japon   | Gymnase olympique de Yoyogi, Tokyo Affluence : 0 Arbitrage : Mariana García & María Paolantoni |
| 25 juillet 2021 9h00 | Abbingh 7 | (18 - 10) | Fujii 5 | Gymnase olympique de Yoyogi, Tokyo Affluence : 0 Arbitrage : Mariana García & María Paolantoni |
| 25 juillet 2021 9h00 | ×2        | Rapport   | ×1 ×3   | Gymnase olympique de Yoyogi, Tokyo Affluence : 0 Arbitrage : Mariana García & María Paolantoni |

| 25 juillet 2021 14h15 | Monténégro   | 33 – 22   | Angola    | Gymnase olympique de Yoyogi, Tokyo Affluence : 0 Arbitrage : Viktoriia Alpaidze & Tatiana Berezkina |
| 25 juillet 2021 14h15 | Radičević 12 | (20 - 10) | Fonseca 6 | Gymnase olympique de Yoyogi, Tokyo Affluence : 0 Arbitrage : Viktoriia Alpaidze & Tatiana Berezkina |
| 25 juillet 2021 14h15 | ×2 ×3        | Rapport   | ×5        | Gymnase olympique de Yoyogi, Tokyo Affluence : 0 Arbitrage : Viktoriia Alpaidze & Tatiana Berezkina |

| 25 juillet 2021 16h15 | Norvège     | 39 – 27   | Corée du Sud | Gymnase olympique de Yoyogi, Tokyo Affluence : 0 Arbitrage : Bonaventura C., Bonaventura J. |
| 25 juillet 2021 16h15 | Brattset 11 | (18 - 10) | Sim 5        | Gymnase olympique de Yoyogi, Tokyo Affluence : 0 Arbitrage : Bonaventura C., Bonaventura J. |
| 25 juillet 2021 16h15 | ×5          | Rapport   | ×1 ×2        | Gymnase olympique de Yoyogi, Tokyo Affluence : 0 Arbitrage : Bonaventura C., Bonaventura J. |

| 27 juillet 2021 9h00 | Japon           | 29 – 26 | Monténégro | Gymnase olympique de Yoyogi, Tokyo Affluence : 0 Arbitrage : Alpaidze, Berezkina |
| 27 juillet 2021 9h00 | Hara, Ikehara 6 | (14-13) | Brnović 6  | Gymnase olympique de Yoyogi, Tokyo Affluence : 0 Arbitrage : Alpaidze, Berezkina |
| 27 juillet 2021 9h00 | ×1 ×8 ×1        | Rapport | ×2 ×3      | Gymnase olympique de Yoyogi, Tokyo Affluence : 0 Arbitrage : Alpaidze, Berezkina |

| 27 juillet 2021 16h15 | Corée du Sud | 36 – 43 | Pays-Bas  | Gymnase olympique de Yoyogi, Tokyo Affluence : 0 Arbitrage : Lah, Sok |
| 27 juillet 2021 16h15 | Ryu 10       | (15–19) | Abbingh 6 | Gymnase olympique de Yoyogi, Tokyo Affluence : 0 Arbitrage : Lah, Sok |
| 27 juillet 2021 16h15 | ×1           | Rapport | ×2 ×7     | Gymnase olympique de Yoyogi, Tokyo Affluence : 0 Arbitrage : Lah, Sok |

| 27 juillet 2021 19h30 | Angola            | 21 – 30 | Norvège   | Gymnase olympique de Yoyogi, Tokyo Affluence : 0 Arbitrage : Garcia Mariana, Paolantoni Maria Ines |
| 27 juillet 2021 19h30 | Kassoma, Guialo 6 | (10-15) | Solberg 7 | Gymnase olympique de Yoyogi, Tokyo Affluence : 0 Arbitrage : Garcia Mariana, Paolantoni Maria Ines |
| 27 juillet 2021 19h30 | ×4                | Rapport | ×2 ×3     | Gymnase olympique de Yoyogi, Tokyo Affluence : 0 Arbitrage : Garcia Mariana, Paolantoni Maria Ines |

| 29 juillet 2021 9h00 | Pays-Bas       | 37 – 28 | Angola   | Gymnase olympique de Yoyogi, Tokyo Affluence : 0 Arbitrage : El-Saied H., El-Saied Y. |
| 29 juillet 2021 9h00 | van Wetering 7 | (17–15) | Guialo 8 | Gymnase olympique de Yoyogi, Tokyo Affluence : 0 Arbitrage : El-Saied H., El-Saied Y. |
| 29 juillet 2021 9h00 | ×1             | Rapport | ×5       | Gymnase olympique de Yoyogi, Tokyo Affluence : 0 Arbitrage : El-Saied H., El-Saied Y. |

| 29 juillet 2021 14h15 | Japon   | 24 – 27 | Corée du Sud | Gymnase olympique de Yoyogi, Tokyo Affluence : 0 Arbitrage : Kurtagic, Wetterwik |
| 29 juillet 2021 14h15 | Kondo 7 | (11-12) | Ryu          | Gymnase olympique de Yoyogi, Tokyo Affluence : 0 Arbitrage : Kurtagic, Wetterwik |
| 29 juillet 2021 14h15 | ×1 ×3   | Rapport | ×3           | Gymnase olympique de Yoyogi, Tokyo Affluence : 0 Arbitrage : Kurtagic, Wetterwik |

| 29 juillet 2021 16h15 | Monténégro  | 23 – 35 | Norvège         | Gymnase olympique de Yoyogi, Tokyo Affluence : 0 Arbitrage : Bonaventura C., Bonaventura J. |
| 29 juillet 2021 16h15 | Radičević 6 | (13–13) | Mørk, Reistad 7 | Gymnase olympique de Yoyogi, Tokyo Affluence : 0 Arbitrage : Bonaventura C., Bonaventura J. |
| 29 juillet 2021 16h15 | ×2 ×3       | Rapport | ×3              | Gymnase olympique de Yoyogi, Tokyo Affluence : 0 Arbitrage : Bonaventura C., Bonaventura J. |

| 31 juillet 2021 9h00 | Angola           | 28 – 25 | Japon  | Gymnase olympique de Yoyogi, Tokyo Affluence : 0 Arbitrage : García, Paolantoni |
| 31 juillet 2021 9h00 | trois joueuses 5 | (15–13) | Hara 6 | Gymnase olympique de Yoyogi, Tokyo Affluence : 0 Arbitrage : García, Paolantoni |
| 31 juillet 2021 9h00 | ×1 ×2            | Rapport | ×1     | Gymnase olympique de Yoyogi, Tokyo Affluence : 0 Arbitrage : García, Paolantoni |

| 31 juillet 2021 11h00 | Monténégro  | 28 – 26 | Corée du Sud | Gymnase olympique de Yoyogi, Tokyo Affluence : 0 Arbitrage : El-Saied H., El-Saied Y. |
| 31 juillet 2021 11h00 | Radičević 6 | (13-11) | Lee M-g 10   | Gymnase olympique de Yoyogi, Tokyo Affluence : 0 Arbitrage : El-Saied H., El-Saied Y. |
| 31 juillet 2021 11h00 | ×2 ×4       | Rapport | ×3           | Gymnase olympique de Yoyogi, Tokyo Affluence : 0 Arbitrage : El-Saied H., El-Saied Y. |

| 31 juillet 2021 21h30 | Norvège | 29 – 27 | Pays-Bas | Gymnase olympique de Yoyogi, Tokyo Affluence : 0 Arbitrage : Alpaidze, Berezkina |
| 31 juillet 2021 21h30 | Mørk 9  | (16-13) | Smits 7  | Gymnase olympique de Yoyogi, Tokyo Affluence : 0 Arbitrage : Alpaidze, Berezkina |
| 31 juillet 2021 21h30 | ×2      | Rapport | ×3       | Gymnase olympique de Yoyogi, Tokyo Affluence : 0 Arbitrage : Alpaidze, Berezkina |

| 2 août 2021 9h00 | Corée du Sud | 31 – 31 | Angola   | Gymnase olympique de Yoyogi, Tokyo Affluence : 0 Arbitrage : Bonaventura C., Bonaventura J. |
| 2 août 2021 9h00 | Jung 7       | (16-17) | Guialo 8 | Gymnase olympique de Yoyogi, Tokyo Affluence : 0 Arbitrage : Bonaventura C., Bonaventura J. |
| 2 août 2021 9h00 |              | Rapport | ×7       | Gymnase olympique de Yoyogi, Tokyo Affluence : 0 Arbitrage : Bonaventura C., Bonaventura J. |

| 2 août 2021 19h30 | Pays-Bas          | 30 – 29 | Monténégro  | Gymnase olympique de Yoyogi, Tokyo Affluence : 0 Arbitrage : Fonseca, Santos |
| 2 août 2021 19h30 | van der Heijden 5 | (17-12) | Radičević 8 | Gymnase olympique de Yoyogi, Tokyo Affluence : 0 Arbitrage : Fonseca, Santos |
| 2 août 2021 19h30 | ×1 ×5             | Rapport | ×2 ×3       | Gymnase olympique de Yoyogi, Tokyo Affluence : 0 Arbitrage : Fonseca, Santos |

| 2 août 2021 21h30 | Norvège    | 37 – 25 | Japon               | Gymnase olympique de Yoyogi, Tokyo Affluence : 0 Arbitrage : El-Saied H., El-Saied Y. |
| 2 août 2021 21h30 | Frafjord 6 | (16-11) | Yokoshima, Ohyama 5 | Gymnase olympique de Yoyogi, Tokyo Affluence : 0 Arbitrage : El-Saied H., El-Saied Y. |
| 2 août 2021 21h30 | ×3         | Rapport | ×2 ×1               | Gymnase olympique de Yoyogi, Tokyo Affluence : 0 Arbitrage : El-Saied H., El-Saied Y. |

#### Groupe B
|   | Équipe   | Pts | J | G | N | P | Bp  | Bc  | Diff | Dép |
| - | -------- | --- | - | - | - | - | --- | --- | ---- | --- |
| 1 | Suède    | 7   | 5 | 3 | 1 | 1 | 152 | 133 | 19   | +12 |
| 2 | Russie T | 7   | 5 | 3 | 1 | 1 | 148 | 149 | -1   | -12 |
| 3 | France   | 5   | 5 | 2 | 1 | 2 | 139 | 135 | 4    | /   |
| 4 | Hongrie  | 4   | 5 | 2 | 0 | 3 | 142 | 149 | -7   | +4  |
| 5 | Espagne  | 4   | 5 | 2 | 0 | 3 | 135 | 142 | -7   | -4  |
| 6 | Brésil   | 3   | 5 | 1 | 1 | 3 | 133 | 141 | -8   | /   |

|  | Qualifié pour les quarts de finale                                                                              |
|  | Éliminé |
|  | Pts points ; Matchs J joués, G gagnés, N nuls, P perdus Bp buts pour ; Bc buts contre ; Diff différence de buts |

| 25 juillet 2021 11h00 | Russie  | 24 – 24   | Brésil     | Gymnase olympique de Yoyogi, Tokyo Affluence : 0 Arbitrage : Ricardo Fonseca & Duarte Santos |
| 25 juillet 2021 11h00 | Ilina 6 | (14 - 12) | De Paula 7 | Gymnase olympique de Yoyogi, Tokyo Affluence : 0 Arbitrage : Ricardo Fonseca & Duarte Santos |
| 25 juillet 2021 11h00 | ×2 ×3   | Rapport   | ×1 ×4      | Gymnase olympique de Yoyogi, Tokyo Affluence : 0 Arbitrage : Ricardo Fonseca & Duarte Santos |

| 25 juillet 2021 19h30 | Espagne | 24 – 31 | Suède     | Gymnase olympique de Yoyogi, Tokyo Affluence : 0 Arbitrage : Bonok Koo & Seok Lee |
| 25 juillet 2021 19h30 | Pena 7  | (9-13)  | Hansson 6 | Gymnase olympique de Yoyogi, Tokyo Affluence : 0 Arbitrage : Bonok Koo & Seok Lee |
| 25 juillet 2021 19h30 | ×1 ×3   | Rapport | ×2        | Gymnase olympique de Yoyogi, Tokyo Affluence : 0 Arbitrage : Bonok Koo & Seok Lee |

| 25 juillet 2021 21h30 | Hongrie | 29 – 30 | France   | Gymnase olympique de Yoyogi, Tokyo Affluence : 0 Arbitrage : Mads Hansen & Jesper Madsen |
| 25 juillet 2021 21h30 | Vámos 7 | (12-15) | Zaadi 10 | Gymnase olympique de Yoyogi, Tokyo Affluence : 0 Arbitrage : Mads Hansen & Jesper Madsen |
| 25 juillet 2021 21h30 | ×3      | Rapport | ×1 ×4    | Gymnase olympique de Yoyogi, Tokyo Affluence : 0 Arbitrage : Mads Hansen & Jesper Madsen |

| 27 juillet 2021 11h00 | Brésil              | 33 – 27 | Hongrie   | Gymnase olympique de Yoyogi, Tokyo Affluence : 0 Arbitrage : Koo, Lee |
| 27 juillet 2021 11h00 | Rodrigues, Vieira 7 | (17-11) | Schatzl 7 | Gymnase olympique de Yoyogi, Tokyo Affluence : 0 Arbitrage : Koo, Lee |
| 27 juillet 2021 11h00 | ×1 ×4               | Rapport | ×3        | Gymnase olympique de Yoyogi, Tokyo Affluence : 0 Arbitrage : Koo, Lee |

| 27 juillet 2021 14h15 | Suède       | 36 – 24 | Russie      | Gymnase olympique de Yoyogi, Tokyo Affluence : 0 Arbitrage : El Saied, El Saied |
| 27 juillet 2021 14h15 | Strömberg 8 | (15-9)  | Vedekhina 5 | Gymnase olympique de Yoyogi, Tokyo Affluence : 0 Arbitrage : El Saied, El Saied |
| 27 juillet 2021 14h15 | ×0 ×1       | Rapport | ×1 ×4       | Gymnase olympique de Yoyogi, Tokyo Affluence : 0 Arbitrage : El Saied, El Saied |

| 27 juillet 2021 21h30 | France             | 25 – 28 | Espagne  | Gymnase olympique de Yoyogi, Tokyo Affluence : 0 Arbitrage : Arthur Brunner, Morad Salah |
| 27 juillet 2021 21h30 | Coatanea, Pineau 5 | (12-12) | Martín 6 | Gymnase olympique de Yoyogi, Tokyo Affluence : 0 Arbitrage : Arthur Brunner, Morad Salah |
| 27 juillet 2021 21h30 | ×2 ×3              | Rapport | ×2 ×5    | Gymnase olympique de Yoyogi, Tokyo Affluence : 0 Arbitrage : Arthur Brunner, Morad Salah |

| 29 juillet 2021 11h00 | Espagne | 27 – 23 | Brésil     | Gymnase olympique de Yoyogi, Tokyo Affluence : 0 Arbitrage : Hansen, Madsen |
| 29 juillet 2021 11h00 | Pena 7  | (13–13) | de Paula 8 | Gymnase olympique de Yoyogi, Tokyo Affluence : 0 Arbitrage : Hansen, Madsen |
| 29 juillet 2021 11h00 | ×1      | Rapport | ×1 ×3      | Gymnase olympique de Yoyogi, Tokyo Affluence : 0 Arbitrage : Hansen, Madsen |

| 29 juillet 2021 19h30 | Hongrie   | 31 – 38 | Russie      | Gymnase olympique de Yoyogi, Tokyo Affluence : 0 Arbitrage : Brunner, Salah |
| 29 juillet 2021 19h30 | Klujber 9 | (17–22) | Dmitrieva 7 | Gymnase olympique de Yoyogi, Tokyo Affluence : 0 Arbitrage : Brunner, Salah |
| 29 juillet 2021 19h30 | ×1 ×5     | Rapport | ×1 ×5       | Gymnase olympique de Yoyogi, Tokyo Affluence : 0 Arbitrage : Brunner, Salah |

| 29 juillet 2021 21h30 | Suède       | 28 – 28 | France  | Gymnase olympique de Yoyogi, Tokyo Affluence : 0 Arbitrage : Fonseca, Santos |
| 29 juillet 2021 21h30 | Strömberg 7 | (16–17) | Foppa 6 | Gymnase olympique de Yoyogi, Tokyo Affluence : 0 Arbitrage : Fonseca, Santos |
| 29 juillet 2021 21h30 | ×1 ×3       | Rapport | ×1 ×4   | Gymnase olympique de Yoyogi, Tokyo Affluence : 0 Arbitrage : Fonseca, Santos |

| 31 juillet 2021 14h15 | Russie  | 28 – 27 | France   | Gymnase olympique de Yoyogi, Tokyo Affluence : 0 Arbitrage : Mads Hansen & Jesper Madsen |
| 31 juillet 2021 14h15 | Ilina 9 | (15-17) | Pineau 9 | Gymnase olympique de Yoyogi, Tokyo Affluence : 0 Arbitrage : Mads Hansen & Jesper Madsen |
| 31 juillet 2021 14h15 | ×2 ×1   | Rapport | ×1 ×2    | Gymnase olympique de Yoyogi, Tokyo Affluence : 0 Arbitrage : Mads Hansen & Jesper Madsen |

| 31 juillet 2021 16h15 | Brésil          | 31 – 34 | Suède              | Gymnase olympique de Yoyogi, Tokyo Affluence : 0 Arbitrage : Koo, Lee |
| 31 juillet 2021 16h15 | do Nascimento 7 | (13-15) | Hansson, Roberts 6 | Gymnase olympique de Yoyogi, Tokyo Affluence : 0 Arbitrage : Koo, Lee |
| 31 juillet 2021 16h15 | ×1 ×4           | Rapport | ×5                 | Gymnase olympique de Yoyogi, Tokyo Affluence : 0 Arbitrage : Koo, Lee |

| 31 juillet 2021 19h30 | Hongrie          | 29 – 25 | Espagne                     | Gymnase olympique de Yoyogi, Tokyo Affluence : 0 Arbitrage : Fonseca, Santos |
| 31 juillet 2021 19h30 | Klujber, Vámos 6 | (14-11) | Gutiérrez Bermejo, Martín 5 | Gymnase olympique de Yoyogi, Tokyo Affluence : 0 Arbitrage : Fonseca, Santos |
| 31 juillet 2021 19h30 | ×1 ×5            | Rapport | ×2                          | Gymnase olympique de Yoyogi, Tokyo Affluence : 0 Arbitrage : Fonseca, Santos |

| 2 août 2021 11h00 | France              | 29 – 22   | Brésil          | Gymnase olympique de Yoyogi, Tokyo Affluence : 0 Arbitrage : Lah, Sok |
| 2 août 2021 11h00 | Pineau, Lassource 4 | (17 - 11) | Do Nascimento 6 | Gymnase olympique de Yoyogi, Tokyo Affluence : 0 Arbitrage : Lah, Sok |
| 2 août 2021 11h00 | ×2                  | Rapport   | ×2              | Gymnase olympique de Yoyogi, Tokyo Affluence : 0 Arbitrage : Lah, Sok |

| 2 août 2021 14h15 | Espagne         | 31 – 34   | Russie       | Gymnase olympique de Yoyogi, Tokyo Affluence : 0 Arbitrage : Hansen, Madsen |
| 2 août 2021 14h15 | López Herrero 7 | (17 - 18) | Viakhireva 7 | Gymnase olympique de Yoyogi, Tokyo Affluence : 0 Arbitrage : Hansen, Madsen |
| 2 août 2021 14h15 | ×1              | Rapport   | ×2           | Gymnase olympique de Yoyogi, Tokyo Affluence : 0 Arbitrage : Hansen, Madsen |

| 2 août 2021 16h15 | Hongrie      | 26 – 23   | Suède             | Gymnase olympique de Yoyogi, Tokyo Affluence : 0 Arbitrage : García, Paolantoni |
| 2 août 2021 16h15 | 5 joueuses 4 | (15 - 15) | Hagman, Carlson 5 | Gymnase olympique de Yoyogi, Tokyo Affluence : 0 Arbitrage : García, Paolantoni |
| 2 août 2021 16h15 | ×1           | Rapport   | ×5                | Gymnase olympique de Yoyogi, Tokyo Affluence : 0 Arbitrage : García, Paolantoni |

### Phase finale
|  | Quarts de finale   | Quarts de finale   |                    |                    | Demi-finales           | Demi-finales           |    |  | Finale             | Finale             |
|  | Quarts de finale   | Quarts de finale   |                    |                    | Demi-finales           | Demi-finales           |    |  | Finale             | Finale             |
|  |                    |                    |                    |                    |                        |                        |    |  |                    |                    |
|  | 4 août 2021, 13h15 | 4 août 2021, 13h15 |                    |                    | 6 août 2021, 21h00     | 6 août 2021, 21h00     |    |  | 8 août 2021, 15h00 | 8 août 2021, 15h00 |
|  | 4 août 2021, 13h15 | 4 août 2021, 13h15 |                    |                    | 6 août 2021, 21h00     | 6 août 2021, 21h00     |    |  | 8 août 2021, 15h00 | 8 août 2021, 15h00 |
|  | [A1] Norvège       | 26                 |                    |                    | 6 août 2021, 21h00     | 6 août 2021, 21h00     |    |  | 8 août 2021, 15h00 | 8 août 2021, 15h00 |
|  | [A1] Norvège       | 26                 |                    |                    | 6 août 2021, 21h00     | 6 août 2021, 21h00     |    |  | 8 août 2021, 15h00 | 8 août 2021, 15h00 |
|  | [B4] Hongrie       | 22                 |                    |                    | 6 août 2021, 21h00     | 6 août 2021, 21h00     |    |  | 8 août 2021, 15h00 | 8 août 2021, 15h00 |
|  | [B4] Hongrie       | 22                 | Norvège            | 26                 |                        |                        |    |  | 8 août 2021, 15h00 | 8 août 2021, 15h00 |
|  | 4 août 2021, 9h30  |                    | Norvège            | 26                 |                        |                        |    |  | 8 août 2021, 15h00 | 8 août 2021, 15h00 |
|  |                    | Russie             | 27                 |                    |                        |                        |    |  | 8 août 2021, 15h00 | 8 août 2021, 15h00 |
|  | [A3] Monténégro    | Russie             | 27                 | 26                 |                        |                        |    |  | 8 août 2021, 15h00 | 8 août 2021, 15h00 |
|  | [A3] Monténégro    |                    |                    | 26                 |                        |                        |    |  | 8 août 2021, 15h00 | 8 août 2021, 15h00 |
|  | [B2] Russie        | 32                 |                    |                    |                        |                        |    |  | 8 août 2021, 15h00 | 8 août 2021, 15h00 |
|  | [B2] Russie        | 32                 | Russie             | 25                 |                        |                        |    |  |                    |                    |
|  | 4 août 2021, 20h45 |                    | Russie             | 25                 |                        |                        |    |  |                    |                    |
|  |                    | France             | 30                 |                    |                        |                        |    |  |                    |                    |
|  | [A2] Pays-Bas      | France             | 30                 | 22                 |                        |                        |    |  |                    |                    |
|  | [A2] Pays-Bas      | 6 août 2021, 17h00 |                    | 22                 |                        |                        |    |  |                    |                    |
|  | [B3] France        | 32                 |                    |                    |                        |                        |    |  |                    |                    |
|  | [B3] France        | 32                 | France             | 29                 |                        |                        |    |  |                    |                    |
|  | 4 août 2021, 17h00 | 4 août 2021, 17h00 | France             | 29                 | Match pour la 3e place | Match pour la 3e place |    |  |                    |                    |
|  | 4 août 2021, 17h00 | 4 août 2021, 17h00 |                    | Suède              | Match pour la 3e place | Match pour la 3e place | 27 |  |                    |                    |
|  | [A4] Corée du Sud  | 30                 | 8 août 2021, 11h00 | 8 août 2021, 11h00 |                        |                        | 27 |  |                    |                    |
|  | [A4] Corée du Sud  | 30                 | 8 août 2021, 11h00 | 8 août 2021, 11h00 |                        |                        |    |  |                    |                    |
|  | [B1] Suède         | 39                 |                    | Norvège            | 36                     |                        |    |  |                    |                    |
|  | [B1] Suède         | 39                 |                    | Norvège            | 36                     |                        |    |  |                    |                    |
|  |                    |                    |                    |                    |                        |                        |    |  | Suède              | 19                 |
|  |                    |                    |                    |                    |                        |                        |    |  | Suède              | 19                 |

#### Quarts de finale
| 4 août 2021 9h30 | Monténégro           | 26 – 32 | Russie            | Gymnase olympique de Yoyogi, Tokyo Affluence : 0 Arbitrage : Kurtagic, Wetterwik |
| 4 août 2021 9h30 | Jovanka Radičević 10 | (15-17) | Anna Viakhireva 8 | Gymnase olympique de Yoyogi, Tokyo Affluence : 0 Arbitrage : Kurtagic, Wetterwik |
| 4 août 2021 9h30 | ×2 ×1                | Rapport | ×7                | Gymnase olympique de Yoyogi, Tokyo Affluence : 0 Arbitrage : Kurtagic, Wetterwik |

| 4 août 2021 13h15 | Norvège         | 26 – 22 | Hongrie                   | Gymnase olympique de Yoyogi, Tokyo Affluence : 0 Arbitrage : Charlotte et Julie Bonaventura |
| 4 août 2021 13h15 | Kari Brattset 7 | (12-10) | Szandra Szöllősi-Zácsik 5 | Gymnase olympique de Yoyogi, Tokyo Affluence : 0 Arbitrage : Charlotte et Julie Bonaventura |
| 4 août 2021 13h15 | ×0              | Rapport | ×2                        | Gymnase olympique de Yoyogi, Tokyo Affluence : 0 Arbitrage : Charlotte et Julie Bonaventura |

| 4 août 2021 17h00 | Suède        | 39 – 30 | Corée du Sud     | Gymnase olympique de Yoyogi, Tokyo Affluence : 0 Arbitrage : Alpaidze, Berezkina |
| 4 août 2021 17h00 | 3 joueuses 6 | (21-13) | Kang Kyung-min 8 | Gymnase olympique de Yoyogi, Tokyo Affluence : 0 Arbitrage : Alpaidze, Berezkina |
| 4 août 2021 17h00 | ×1 ×3        | Rapport | ×4               | Gymnase olympique de Yoyogi, Tokyo Affluence : 0 Arbitrage : Alpaidze, Berezkina |

| 4 août 2021 20h45 | France          | 32 – 22 | Pays-Bas           | Gymnase olympique de Yoyogi, Tokyo Affluence : 0 Arbitrage : Hansen, Madsen |
| 4 août 2021 20h45 | Laura Flippes 6 | (19-11) | Angela Malestein 5 | Gymnase olympique de Yoyogi, Tokyo Affluence : 0 Arbitrage : Hansen, Madsen |
| 4 août 2021 20h45 | ×1              | Rapport | ×4                 | Gymnase olympique de Yoyogi, Tokyo Affluence : 0 Arbitrage : Hansen, Madsen |

#### Demi-finales
| 6 août 2021 17h00 (UTC+09:00) | France        | 29 – 27 | Suède               | Gymnase olympique de Yoyogi, Tokyo Affluence : 0 Arbitrage : Lah, Sok |
| 6 août 2021 17h00 (UTC+09:00) | Grâce Zaadi 7 | (15-14) | Westberg, Carlson 6 | Gymnase olympique de Yoyogi, Tokyo Affluence : 0 Arbitrage : Lah, Sok |
| 6 août 2021 17h00 (UTC+09:00) | ×1 ×6         | Rapport | ×1 ×4 ×1            | Gymnase olympique de Yoyogi, Tokyo Affluence : 0 Arbitrage : Lah, Sok |

| 6 août 2021 21h00 (UTC+09:00) | Norvège      | 26 – 27 | Russie            | Gymnase olympique de Yoyogi, Tokyo Affluence : 0 Arbitrage : Charlotte et Julie Bonaventura |
| 6 août 2021 21h00 (UTC+09:00) | Nora Mørk 10 | (11-14) | Anna Viakhireva 9 | Gymnase olympique de Yoyogi, Tokyo Affluence : 0 Arbitrage : Charlotte et Julie Bonaventura |
| 6 août 2021 21h00 (UTC+09:00) | ×1 ×4        | Rapport | ×1 ×3             | Gymnase olympique de Yoyogi, Tokyo Affluence : 0 Arbitrage : Charlotte et Julie Bonaventura |

#### Match pour la médaille de bronze
| 8 août 2021 11h00 (UTC+09:00) | Norvège          | 36 – 19 | Suède               | Gymnase olympique de Yoyogi, Tokyo Affluence : 0 Arbitrage : Alpaidze, Berezkina |
| 8 août 2021 11h00 (UTC+09:00) | Mørk, Brattset 8 | (19-7)  | Westberg, Carlson 4 | Gymnase olympique de Yoyogi, Tokyo Affluence : 0 Arbitrage : Alpaidze, Berezkina |
| 8 août 2021 11h00 (UTC+09:00) | ×1 ×3            | Rapport | ×3                  | Gymnase olympique de Yoyogi, Tokyo Affluence : 0 Arbitrage : Alpaidze, Berezkina |

#### Finale
| 8 août 2021 15h00 (UTC+09:00) | Russie             | 25 – 30 | France          | Gymnase olympique de Yoyogi, Tokyo Affluence : 0 Arbitrage : Lah, Sok |
| 8 août 2021 15h00 (UTC+09:00) | Polina Vedekhina 7 | (13-15) | Pineau, Foppa 7 | Gymnase olympique de Yoyogi, Tokyo Affluence : 0 Arbitrage : Lah, Sok |
| 8 août 2021 15h00 (UTC+09:00) | ×1 ×5              | Rapport | ×1 ×5           | Gymnase olympique de Yoyogi, Tokyo Affluence : 0 Arbitrage : Lah, Sok |

## Classement final
Classement final du tournoi olympique 2020 :
| Rang                                | Équipe                     | J  | V  | N  | D  | Bp  | Bc  | Diff | Commentaire                    |  |
| ----------------------------------- | -------------------------- | -- | -- | -- | -- | --- | --- | ---- | ------------------------------ |  |
| Médaille d'or, Jeux olympiques      | France                     | 08 | 05 | 01 | 02 | 230 | 209 | +21  | Vainqueure de la finale        |  |
| Médaille d'argent, Jeux olympiques  | Comité olympique de Russie | 08 | 05 | 01 | 02 | 232 | 231 | 0+1  | Perdant de la finale           |  |
| Médaille de bronze, Jeux olympiques | Norvège                    | 08 | 07 | 0  | 01 | 258 | 191 | +67  | Vainqueure de la petite finale |  |
| 4                                   | Suède                      | 08 | 04 | 01 | 03 | 237 | 228 | 0+9  | Perdante de la petite finale   |  |
|                                     |                            |    |    |    |    |     |     |      |                                |  |
| 5                                   | Pays-Bas                   | 06 | 04 | 0  | 02 | 191 | 175 | +16  | Éliminés en quart de finale    |  |
| 6                                   | Monténégro                 | 06 | 02 | 0  | 04 | 165 | 174 | 0-9  | Éliminés en quart de finale    |  |
| 7                                   | Hongrie                    | 06 | 02 | 0  | 04 | 164 | 175 | -11  | Éliminés en quart de finale    |  |
| 8                                   | Corée du Sud               | 06 | 01 | 01 | 04 | 177 | 204 | -27  | Éliminés en quart de finale    |  |
|                                     |                            |    |    |    |    |     |     |      |                                |  |
| 9                                   | Espagne                    | 05 | 02 | 0  | 03 | 135 | 142 | 0-7  | 5es de groupe                  |  |
| 10                                  | Angola                     | 05 | 01 | 01 | 03 | 133 | 141 | 0-8  | 5es de groupe                  |  |
|                                     |                            |    |    |    |    |     |     |      |                                |  |
| 11                                  | Brésil                     | 05 | 01 | 01 | 03 | 130 | 156 | -26  | 6es de groupe                  |  |
| 12                                  | Japon                      | 05 | 01 | 0  | 04 | 124 | 150 | -26  | 6es de groupe                  |  |

## Statistiques et récompenses

### Équipe-type
| Lunde Kouznetsova Foppa Flippes Roberts Zaadi Viakhireva Meilleure joueuse : Viakhireva Meilleure buteuse : Mørk , 52 buts Meilleure gardienne : Lunde , 37,8 %             |
| Équipe-type des Jeux olympiques 2020 |
| · Lunde · Kouznetsova · Foppa · Flippes · Roberts · Zaadi · Viakhireva Meilleure joueuse : Viakhireva Meilleure buteuse : Mørk, 52 buts Meilleure gardienne : Lunde, 37,8 % |

L'équipe du tournoi, appelée aussi « all star team », désigne les meilleures joueuses du tournoi à leur poste respectif. Lors des Jeux olympiques de 2020, les joueuses la composant sont :
- Meilleure joueuse (MVP) : Anna Viakhireva,  Russie
- Meilleure gardienne de but : Katrine Lunde,  Norvège
- Meilleure ailière gauche : Polina Kouznetsova,  Russie
- Meilleure arrière gauche : Jamina Roberts,  Suède
- Meilleure demi-centre : Grâce Zaadi,  France
- Meilleure pivot : Pauletta Foppa,  France
- Meilleure arrière droite : Anna Viakhireva,  Russie
- Meilleure ailière droite : Laura Flippes,  France

### Statistiques collectives
- Meilleure attaque :  Norvège (32,3 buts par match)
- Moins bonne attaque :  Japon (24,8 buts par match)
- Meilleure défense :  Norvège (23,9 buts par match)
- Moins bonne défense :  Corée du Sud (34,0 buts par match)

### Meilleures buteuses
Les dix meilleures buteuses sont :
| Rang | Joueuse           | Équipe     | Buts | Tirs | %      | 7m      | MJ | Moy. |
| ---- | ----------------- | ---------- | ---- | ---- | ------ | ------- | -- | ---- |
| 1    | Nora Mørk         | Norvège    | 52   | 72   | 72,2 % | 25 / 28 | 8  | 6,5  |
| 2    | Jovanka Radičević | Monténégro | 46   | 57   | 80,7 % | 21 / 22 | 6  | 7,7  |
| 3    | Anna Viakhireva   | Russie     | 43   | 71   | 60,6 % | 0 / 2   | 8  | 5,4  |
| 4    | Jamina Roberts    | Suède      | 39   | 59   | 66,1 % | -       | 8  | 4,9  |
| 5    | Ekaterina Ilina   | Russie     | 35   | 49   | 71,4 % | 28 / 33 | 8  | 4,4  |
| 6    | Pauletta Foppa    | France     | 34   | 42   | 81,0 % | -       | 8  | 4,3  |
| 6    | Carin Strömberg   | Suède      | 34   | 62   | 54,8 % | -       | 8  | 4,3  |
| 8    | Kari Brattset     | Norvège    | 33   | 43   | 76,7 % | -       | 8  | 4,1  |
| 8    | Daria Dmitrieva   | Russie     | 33   | 55   | 60,0 % | -       | 8  | 4,1  |
| 8    | Grâce Zaadi       | France     | 33   | 56   | 58,9 % | 13 / 19 | 8  | 4,1  |

### Meilleures gardiennes de but
Les dix meilleures gardiennes de but sont :
| Rang | Joueuse           | Équipe  | %       | Arrêts | Tirs | MJ | Moy. |
| ---- | ----------------- | ------- | ------- | ------ | ---- | -- | ---- |
| 1    | Katrine Lunde     | Norvège | 37,8 %  | 45     | 119  | 8  | 5,6  |
| 2    | Minami Itano (en) | Japon   | 36,7 %  | 18     | 49   | 5  | 3,6  |
| 3    | Silje Solberg     | Norvège | 35,8 %  | 62     | 173  | 8  | 7,8  |
| 4    | Sakura Hauge      | Japon   | 33,7 %  | 56     | 166  | 5  | 11,2 |
| 5    | Cléopâtre Darleux | France  | 32,82 % | 43     | 131  | 8  | 5,4  |
| 6    | Jessica Ryde      | Suède   | 32,77 % | 39     | 119  | 8  | 4,9  |
| 7    | Silvia Navarro    | Espagne | 32,6 %  | 44     | 135  | 5  | 8,8  |
| 8    | Amandine Leynaud  | France  | 30,3 %  | 50     | 165  | 8  | 6,3  |
| 9    | Anna Sedoïkina    | Russie  | 28,7 %  | 50     | 174  | 8  | 6,3  |
| 10   | Blanka Bíró       | Hongrie | 28,2 %  | 50     | 177  | 6  | 8,3  |

## Couverture médiatique et affluence

### Couverture médiatique
La charte olympique stipule que « Le CIO prend toutes les mesures nécessaires afin d'assurer aux Jeux olympiques la couverture la plus complète par les différents moyens de communication et d'information ainsi que l'audience la plus large possible dans le monde ». De plus la retransmission des Jeux olympiques est le moteur principal du financement du Mouvement olympique et des Jeux olympiques, de la croissance de sa popularité mondiale, ainsi que de la représentation mondiale et de la promotion des Jeux olympiques et des valeurs olympiques.

### Affluence
Compte tenu des mesures sanitaires prises au Japon, les matches du tournoi olympique des Jeux 2020 se déroulent sans spectateurs.